# The Human Condition (Jon Bellion)
The Human Condition è il primo album in studio del cantante statunitense Jon Bellion, pubblicato nel giugno 2016 dall'etichetta Visionary Music Group e da Capitol Records.

## Tracce
1. He Is the Same – 4:01
2. 80's Films – 3:36
3. All Time Low – 3:37
4. New York Soul (Part II) – 4:27
5. Fashion – 3:55
6. Maybe IDK – 3:53
7. Woke the Fuck Up – 3:39
8. Overwhelming – 2:52
9. Weight of the World (featuring Blaque Keyz) – 4:29
10. The Good in Me – 3:43
11. Morning in America – 4:25
12. iRobot – 3:28
13. Guillotine (featuring Travis Mendes) – 3:28
14. Hand of God (Outro) – 5:37